# Renato Begnoni
Renato Begnoni (Villafranca di Verona, 12 febbraio 1956) è un fotografo italiano.

## La formazione
Renato Begnoni inizia la sua formazione all’Accademia Cignaroli di Verona dove studia pittura e, ancora prima di conseguire il titolo di studio, inizia a lavorare come assistente presso uno studio fotografico a Verona. Nel 1985 e 1990 vince la borsa di studio della Fondazione Bevilacqua La Masa di Venezia e nel 2002 vince il XVI Premio Friuli Venezia Giulia Fotografia. Dal 1986 inizia la sua carriera professionale nel campo della fotografia di architettura, di still-life, di reportage e di ritratto.

## La tecnica
Per produrre le sue opere l’artista usa una tecnica mista. che sta tra fotografia e pittura in quanto egli colora alcune zone delle sue stampe fotografiche solo con tecniche analogiche e mai digitali. Già nei primi anni dopo l’invenzione della fotografia i fotografi colorano le stampe fotografiche ma l’artista personalizza questa antica usanza con una metodologia personale in quanto usa i pigmenti dei colori a tempera oppure le matite colorate polverizzandone i pigmenti direttamente sulle stampe “fissando [i pigmenti sulla] superficie colorata a piccole zone” facendo diventare ogni stampa fotografica un’opera unica. Negli anni ‘90 e inizi 2000 il fotografo inizia a stampare le sue fotografie su supporti  Cibachrome di grande formato e a partire dagli anni ‘10 del 2000 il supporto che sceglie è la carta cotone.

## La ricerca artistica e il linguaggio fotografico
La sua ricerca fotografica inizia negli anni ‘80 con la rappresentazione di oggetti della quotidianità per poi concentrarsi progressivamente, verso la fine degli anni ‘80, su particolari architettonici e circuiti stampati anticipando l’interesse del  MoMa di New York che dedica ai microchip una mostra nel 1990. Gli interventi compiuti direttamente sulle stampe si integrano talmente bene alla fotografia a colori che nella maggior parte dei casi non si notano facilmente ma creano un effetto che non è solo estetico ma che fa calamitare l’attenzione verso alcuni particolari che il semplice scatto fotografico non elaborato non sarebbe in grado di far emergere. A partire dal 2000 l’attenzione si sposta definitivamente verso la figura umana “vero centro della ricerca, con il suo corpo, la sua sofferenza e la sua spiritualità” integrando in alcuni casi anche le immagini di radiografie dei soggetti fotografati. Lo storico della fotografia Italo Zannier definisce surreale l’opera dell’artista, la critica di fotografia Giuliana Scimè dice che “con l’aggiunta di particolari inesistenti, crea un’immagine come è dentro di lui e non esiste nella realtà”, “immagini che non esistono se non nell’esperienza di una visione interiore” e Ferruccio Giromini afferma che le sue “opere partono dal figurativo per raggiungere effetti di astrazione, anche visiva oltre che concettuale. Partono dall’esteriore per significare un interiore”.

## La genesi delle opere
Le opere fotografiche dell’artista nascono molto prima dello scatto da una ricerca per poi arrivare alla ripresa fotografica che avviene in un singolo scatto oppure con una  doppia esposizione. Una volta che la fotografia è stampata il fotografo la mette da parte e dopo un lungo periodo di riflessione inizia il lavoro di  post-produzione che consiste nel lavorare sulla stampa fotografica depositando solo in alcune zone la polvere delle matite colorate o il pigmento della tempera direttamente sulla stampa per poi fissarle sulla superficie.

## Collezioni
Una o più opere del fotografo sono conservate nelle seguenti istituzioni:
- Bibliothèque Nationale de France - Department des estampes et de la photographie - Paris
- San Francisco Museum of Modern Art (USA), Photography Department Fotoforum coll. Pamela K. Bonino - San Francisco
- Museo Ca' Pesaro, Fondazione Bevilacqua la Masa - Venezia
- Museo di storia della fotografia, Fratelli Alinari - Firenze
- Museo di fotografia contemporanea - Brescia
- Galleria d’arte moderna e contemporanea – Accademia Carrara, Donazione Lanfranco Colombo - Bergamo
- CRAF - Centro di ricerca e archiviazione della fotografia - Spilimbergo (PN)
- Fondazione di Venezia - Patrimonio artistico del '900 - Venezia
- Casa Tre Oci- Giudecca -Venezia
- Collezione Bradley-Huggins - Londra
- Collezione Italo Zannier - Venezia

## Mostre
Qui di seguito sono elencate alcune tra le numerose mostre a cui ha partecipato il fotografo
- 2024 - Verona, Palazzo Scarpa, sede BancoBPM, “Echi di Verona, Arte e Fotografia", a cura di Patrimonio Artistico BancoBPM.
- 2023 - Mantova, SpazioTe di Palazzo Te, " Il tempo da raccontare", a cura della Fondazione Centro Palazzo Te.
- 2017 - San Vito al Tagliamento (Pordenone), chiesa di San Lorenzo- " I Fotografi Veneti del 900" , a cura di Walter Liva.
- 2015  - Villafranca di Verona (Verona), Palazzo Bottagisio- "La Percezione della Vita, opere 1985-2015", testi di Donatello Bellomo, Maurizio Rebuzzini, Italo Zannier.
- 2013 - Venezia, Casa dei Tre Oci - "Il vento folle della fotografia" , a cura di Italo Zannier.
- 2011 - Venezia, LIV Biennale internazionale d'arte, Padiglione Italia, Arsenale- " L'arte non è cosa nostra", a cura di Vittorio Sgarbi, sezione fotografia Italo Zannier.
- 2011 - Stoccolma (SE), Museo Nordiska, "Images from Italy", a cura di Denis Curti e Italo Zannier.
- 2011 - Verona , PH Neutro - fotografia fine art "Open your eyes", a cura di Annamaria Schiavon Zanetti.
- 2009 - Genova, Musei di Nervi, Villa Grimaldi, raccolte Frugone, " Fermo & Mosso, spazi, corpi e tempi" , a cura di Ferruccio Giromini.
- 2009 - Mosca (RU), Mars Gallery, "Italia 1946-2006, dalla Ricostruzione al Nuovo Millennio", a cura di Claudio Ernè e Walter Liva.
- 2009 - San Pietroburgo (RU), Rosphoto Gallery, The state Centre of Photography.
- 2008 - Halle (DE) , Kunsthalle, Villa Kobe" 60 jahre Fotografie aus Italien 1946-2006.
- 2004 - Bologna, Arte Fiera 28ma ed. Artcore Gallery.
- 2003 - Bondeno (Ferrara), Pinacoteca comunale, "Le retoriche di Eros" testi di Roberto Roda e Ferruccio Giromini.
- 2003 - Bologna, Arte Fiera 27ma ed. Artcore Gallery.
- 2002 - Gonzaga (Mantova), Ex Convento di S. Maria – “Humanitas, fotografie 1988-2002“. a cura di Manuela Zanelli.
- 2000 - Montreal (CA), La Chapelle Historique du Bon Pasteur – “Paysage intérieur”.
- 2000 - Milano, Palazzo della Triennale, "Il chiaroscuro delle violenze" a cura di Enrico Prada.
- 2000 - Toronto (CA), Artcore Gallery – “Interior Landscape”.
- 1999 - Miami (USA),"  Art fair Miami 99" , a cura di Artcore Gallery.
- 1999 - Milano, Galleria Foto F 45 – “Paesaggio Interiore”.
- 1998 - Torino, Fondazione italiana per la fotografia, "Il demone ambiguo" , a cura di Roberto Mutti.
- 1997 - Spilimbergo (Pordenone) Palazzo Wasserman, "Giovani &  Sconosciuti, aspetti della nuova fotografia italiana" , a cura di Italo Zannier.
- 1997 - Vancouver (CA), Simon Fraser University – “Oltre il confine: l’immagine” - Beyond image and memory.
- 1996 - Firenze, Forte di Belvedere, "L'Io e il suo doppio, un secolo di ritratto fotografico in Italia - 1895/1995, a cura di Italo Zannier.
- 1996 - Toronto (CA), Stephen Bulger Gallery – “Percorsi incrociati”, con Mauro Fiorese, a cura di Stephen Bulger.
- 1996 - Montreal (CA), Istituto Italiano di Cultura – “Paysage Intérieur”, a cura di Artcore Gallery.
- 1995 - Villafranca di Verona (Verona), Palazzo Gandini Bugna, Bottagisio – ”Immagini della memoria”. testo di Giuliana Scimé.
- 1995 - Venezia XLVI Biennale internazionale d'arte, Padiglione Italia,Giardini - "L'Io e il suo doppio,un secolo di ritratto fotografico in Italia 1895/1995", a cura di Italo Zannier.
- 1993 - Bologna, Accademia di Belle Arti – “Immagini manipolate”.
- 1993 - Verona, Galleria Ponte Pietra, arte contemporanea, "Oltre il confine" , a cura di Clara De Marchi.
- 1992 - Buenos Aires (AR), La Fotogaleria del Teatro S. Martin, a cura di Sara Facio.
- 1992 - Milano, Photogallery Ken Damy, " Immagini manipolate ".
- 1991 - Wroclaw (PL), Museo dell'Architettura - " Nuovi spazi della fotografia internazionale Est-Ovest", a cura di Jerzy Olek e Romuald Kutera.
- 1991 - Brescia, Museo Ken Damy - fotografia contemporanea, " Fotografia in Italia 1900/1990 ", a cura di Giuliana Scimé.
- 1990 - Venezia, Fondazione Bevilacqua la Masa, 75 ma collettiva , a cura di Toni Toniato, testi di Umberto Daniele.
- 1989 - Torino, Biennale internazionale di fotografia, Villa Tesoriera, "Photosalon in galleria", a cura di Luisella d'Alessandro e Denis Curti.
- 1988 - Venezia, Fondazione Bevilacqua la Masa, 73 ma collettiva, a cura di Toni Toniato.
- 1988 - Milano, Centro S. Fedele, Spazio foto 3M – “Ricordi ”, a cura di Giuliana Scimé.
- 1987 - Venezia, Fondazione Bevilacqua la Masa , 72 ma collettiva, a cura di Toni Toniato.
- 1986 - Verona, Palazzo Forti, " Linea diretta Bevilacqua la Masa -Palazzo Forti " Selezione 70ma collettiva, a cura di Toni Toniato e Giorgio Cortenova.
- 1985 - Venezia, Fondazione Bevilacqua la Masa, 70 ma collettiva, a cura di Toni Toniato.